# Kecamatan Patokbeusi
Kecamatan Patokbeusi är ett distrikt i Indonesien.   Det ligger i provinsen Jawa Barat, i den västra delen av landet, 90 km öster om huvudstaden Jakarta.